# 12989 Chriseanderson
12989 Chriseanderson este o planetă minoră (asteroid), cu un diametru de 1,532 km, din centura de asteroizi. A fost descoperită pe 1 martie 1981 la Observatorul Siding Spring de Schelte J. Bus. 
Obiectul prezintă o orbită caracterizată de o semiaxă mare de 2,19802 UAi, o excentricitate de 0,07, o înclinație de 4,32096 ° în raport cu ecliptica.